# Fonds Jean Gottmann
Au cours de l’année 1995, Bernice Gottmann a fait don au Département des Cartes et Plans de la Bibliothèque nationale de France d’une volumineuse documentation rassemblée par son mari, Jean Gottmann (1915-1994). Ce professeur émérite de l’université d'Oxford, fellow du Hertford College de 1968 à 1983, est décrit comme un visionnaire et un humaniste moderne et de pensée libérale.

## Description du fonds
L’inventaire de ses publications (plus de quatre cents de 1933 à 1994) révèle l’ampleur de ses champs d’étude : urbanisation, relations internationales, rapports politique/espaces, géographie politique, aménagement du territoire, liens ports/villes, économie portuaire, flux d'information, de marchandises, de population.
Le fonds Gottmann comprend la partie proprement géographique de sa bibliothèque (ouvrages et revues de géographie urbaine et politique), l’ensemble de sa correspondance de 1933 à 1994 évaluée à 15 000 feuillets, tant lettres reçues que copies de lettres expédiées, tous ses agendas et un dossier de papiers personnels. À cela, il faut ajouter des cartes, des diapositives et des photos sur les « zones de civilisation », et des notes de travail dont il se servait pour illustrer ses cours ou comme support à une publication.
Dans sa correspondance, on retrouve les grands géographes du demi-siècle écoulé, les maîtres, les collègues et les disciples, mais aussi les éditeurs de Gottmann, les responsables politiques et les directeurs d’université ou de département de géographie français et étrangers, des scientifiques de toute discipline tels Claude Levi-Strauss ou Robert Oppenheimer. La dimension cosmopolite de ses activités se lit tout au long de sa correspondance avec ses héritiers et ses amis, parmi lesquels Laponce, Laugier, Mantoux, Morel, Gay, Claval, Malaurie, Muscarà, Miyakawa, Dov Nir, Psomopoulos, Scargill, Earle, Lowenthal, Paassen, Prevelakis, Doxiadis...

## Sources
- Jean-Yves Sarazin, « Don Gottmann », dans Revue de la Bibliothèque nationale de France, n° 1, janvier 1999, p. 80.
- Jean-Yves Sarazin, « Le don de Jean Gottmann à la Bibliothèque nationale de France, des sources pour éclairer ses travaux et sa personnalité », dans La Géographie, n° spécial, janvier 2007, p. 17-28 (actes du colloque international de Paris, 29-30 mars 2005).